# Macrocoma millingeni
Macrocoma millingeni é uma espécie de escaravelho de folha de Arábia Saudita, descrito por Pic em 1898.